# 岡村天斎
岡村 天斎（おかむら てんさい、本名：岡村 豊（おかむら ゆたか）、1961年12月13日 - ）は、福島県生まれ、神奈川県横浜市育ちの日本の男性アニメーション監督、アニメーター。早稲田大学理工学部建築科卒業。岡村天斎の名義は1991年から用い始めた。

## 略歴
大学時代は早稲田大学漫画研究会に所属すると共に、自主製作アニメを作っていたという。CG制作会社JCGLでアルバイトをしていた大学の友人の手伝いで同スタジオに出入りしていた時にプロデューサーにアニメーターになる方法を尋ねたところ、アニメ制作会社マッドハウスを紹介され、そのまま大学在学中に入社する。『SF新世紀レンズマン』の動画がアニメーターとしての初仕事となる。動画を2年ほど経験した後、1986年のアニメ映画『時空の旅人』で初めて原画を担当する。1989年、テレビアニメ『YAWARA!』で初のコンテ・演出を経験し、そこからもともとやりたかった演出家の方向へ舵を切って行く。1995年、大友克洋制作のオムニバス劇場アニメ『MEMORIES』の一編「最臭兵器」で監督デビューを果たす。その後、マッドハウスを退社。フリーとしてProduction I.GやP.A.WORKS、A-1 Pictures等で活動している。

## 参加作品

### テレビアニメ
1989年
- YAWARA!（演出・絵コンテ）

1994年
- BLUE SEED（原画）

1995年
- 新世紀エヴァンゲリオン（演出・絵コンテ・原画）

1998年
- カウボーイビバップ（絵コンテ）

1999年
- メダロット（1999年 - 2000年、監督・演出・絵コンテ）

2000年
- 人造人間キカイダー THE ANIMATION（監督・演出・絵コンテ）

2002年
- フルメタル・パニック!（絵コンテ・演出）
- ラーゼフォン（絵コンテ）

2003年
- WOLF'S RAIN（監督・絵コンテ・演出）

2004年
- サムライチャンプルー（絵コンテ）
- 攻殻機動隊 S.A.C. 2nd GIG（絵コンテ）
- KURAU Phantom Memory（原画）

2005年
- 英國戀物語エマ（絵コンテ）

2006年
- 桜蘭高校ホスト部（絵コンテ）
- Project BLUE 地球SOS（監督）

2007年
- DARKER THAN BLACK -黒の契約者-（原作・監督・脚本・絵コンテ・演出）

2008年
- ソウルイーター（絵コンテ・演出、第2期OPコンテ・演出）
- 二十面相の娘（絵コンテ）
- RD 潜脳調査室（絵コンテ）
- かんなぎ（絵コンテ）

2009年
- CANAAN（絵コンテ）
- DARKER THAN BLACK -流星の双子-（原作・監督・脚本・絵コンテ・演出）

2011年
- 青の祓魔師（監督・絵コンテ・演出）
- 花咲くいろは（絵コンテ）

2012年
- ギルティクラウン（絵コンテ）
- TARI TARI（絵コンテ）
- ソードアート・オンライン（絵コンテ）

2013年
- マギ（絵コンテ、第2期OP絵コンテ・演出）
- ビビッドレッド・オペレーション（脚本）
- 絶園のテンペスト（第2期ED絵コンテ）
- 翠星のガルガンティア（絵コンテ）
- 銀の匙 Silver Spoon（絵コンテ）
- 有頂天家族（絵コンテ）
- 凪のあすから（絵コンテ）

2014年
- 世界征服〜謀略のズヴィズダー〜（監督・シリーズ構成・絵コンテ・演出）
- 七つの大罪（2014年 - 2015年、監督・絵コンテ）

2016年
- クロムクロ（監督・絵コンテ・原画）

2018年
- ダーリン・イン・ザ・フランキス（絵コンテ）
- 天狼 Sirius the Jaeger（画コンテ）
- RELEASE THE SPYCE（アートワークス・絵コンテ）

2019年
- ULTRAMAN（絵コンテ）
- キャロル&チューズデイ（絵コンテ）
- Fairy gone フェアリーゴーン（絵コンテ）

2020年
- 天晴爛漫!（絵コンテ）

2021年
- SCARLET NEXUS（絵コンテ、ED絵コンテ）
- 白い砂のアクアトープ（絵コンテ）
- ヴァニタスの手記（絵コンテ）

2023年
- Buddy Daddies（絵コンテ）

2025年
- LAZARUS ラザロ（絵コンテ）
- クレバテス-魔獣の王と赤子と屍の勇者-（OPディレクター）

### 劇場アニメ
1984年
- SF新世紀レンズマン（動画）

1985年
- カムイの剣（動画）

1986年
- 時空の旅人（原画）
- はだしのゲン2（作監補佐）
- 火の鳥 鳳凰編（原画）

1987年
- 妖獣都市（原画）
- ほえろブンブン（原画）

1988年
- となりのトトロ（原画協力）
- 銀河英雄伝説 -わが征くは星の大海-（原画）

1991年
- うる星やつら いつだってマイ・ダーリン（原画）

1992年
- 走れメロス（原画）

1993年
- 獣兵衛忍風帖（原画）

1995年
- GHOST IN THE SHELL / 攻殻機動隊（原画）
- MEMORIES Episode. 2「最臭兵器」（監督）

1997年
- 新世紀エヴァンゲリオン劇場版 THE END OF EVANGELION（#25原画）

1998年
- スプリガン（銃器設定）

2000年
- 人狼 JIN-ROH（原画）

2001年
- COWBOY BEBOP 天国の扉（ウエスタンシーン絵コンテ・原画・作画監督協力）

2004年
- 劇場版 NARUTO -ナルト- 大活劇!雪姫忍法帖だってばよ!!（監督）

2005年
- 劇場版 NARUTO -ナルト- 大激突!幻の地底遺跡だってばよ（原画）

2022年
- 劇場版 転生したらスライムだった件 紅蓮の絆編（絵コンテ）

2024年
- 僕のヒーローアカデミア THE MOVIE ユアネクスト（監督）

### OVA
- JUNK BOY（1987年、原画）
- 火の鳥 ヤマト編（1987年、原画）
- 火の鳥 宇宙編（1987年、原画）
- 魔界都市〈新宿〉（1988年、原画）
- MIDNIGHT EYE ゴクウ（1989年、メカデザイン・メカ作画監督）
- うる星やつら ヤギさんとチーズ（1989年、演出・脚本・作画監督）
- 電脳都市OEDO808（1990年、原画）

### Webアニメ
- T・Pぼん（2024年、絵コンテ）

### ゲーム
- テイルズ オブ デスティニー（1997年、オープニングアニメーション監督）
- テイルズ オブ ファンタジア（1998年、オープニングアニメーション監督）
- ワイルドアームズ セカンドイグニッション（1999年、オープニングアニメーション監督）
- 青の祓魔師 幻刻の迷宮（2012年、オープニング・エンディングムービー絵コンテ・演出）